# Liga Mexicana del Pacífico 1987-88
La Temporada 1987-88 de la Liga Mexicana del Pacífico fue la 30.ª edición, llevó el nombre de Juan Ley Fong y comenzó el 17 de octubre de 1987.
En esta temporada se lanzó un juego sin hit ni carrera.
La temporada finalizó el 26 de enero de 1988, con la coronación de los Potros de Tijuana al vencer 4-0 en serie final a los Mayos de Navojoa.

## Sistema de competencia

### Temporada regular
La temporada regular se dividió en dos vueltas, abarcando un total de 62 juegos a disputarse para cada uno de los diez clubes. Al término de cada mitad, se asigna un puntaje que va de 1 a 5 puntos en forma ascendente, según la clasificación (standing) general de cada club. El equipo con mayor puntaje se denomina campeón del rol regular. A continuación se muestra la distribución de dicho puntaje:
- Primera posición: 5 puntos
- Segunda: 4 puntos
- Tercera: 3 puntos
- Cuarta: 2 puntos
- Quinta: 1 puntos

### Postemporada
Tras el término de la temporada regular, los ocho equipos con mayor puntaje sobre la base de las dos vueltas de la temporada regular pasan a la etapa denominada postemporada (Play-offs) donde deben ganar 5 de 9 juegos para avanzar. De esta manera, el cuarto se enfrenta como visitante al segundo del standing en una serie, mientras que el primero y el tercero hacen lo mismo a su vez.

### Semifinal
Para la etapa de semifinales, los equipos que ganen la serie del primer play-offs se enfrentan en una serie de nueve juegos donde deben ganar cinco para avanzar a la final.

### Final
Se da entre los equipos que ganaron en la etapa de Semifinal, a ganar 4 de 7 juegos.

## Calendario
- Número de Juegos: 62 juegos

## Datos Sobresalientes
- Carlos Ibarra, lanza un juego sin hit ni carrera el 6 de diciembre de 1987, con los Mayos de Navojoa en contra de Yaquis de Ciudad Obregón, siendo el número 30 de la historia de la LMP.

## Equipos participantes
| Liga Mexicana del Pacífico 1987-88 |                          |           |             |                           |                          |           |
| Zona                               | Equipo                   | Fundación | Mánager     | Ciudad                    | Estadio                  | Capacidad |
| Norte                              | Águilas de Mexicali      | 1948      | Por definir | Mexicali, Baja California | Nido de los Águilas      | 9,000     |
| Norte                              | Naranjeros de Hermosillo | 1944      | Por definir | Hermosillo, Sonora        | Héctor Espino            | 10,000    |
| Norte                              | Ostioneros de Guaymas    | 1945      | Por definir | Guaymas, Sonora           | "Abelardo L. Rodríguez"  | 5,000     |
| Norte                              | Potros de Tijuana        | 1948      | Por definir | Tijuana, Baja California  | Cerro Colorado           | 10,000    |
| Norte                              | Yaquis de Ciudad Obregón | 1947      | Por definir | Ciudad Obregón, Sonora    | Tomás Oroz Gaytán        | 10,000    |
| Sur                                | Algodoneros de Guasave   | 1970      | Por definir | Guasave, Sinaloa          | Francisco Carranza Limón | 8,000     |
| Sur                                | Cañeros de Los Mochis    | 1947      | Por definir | Los Mochis, Sinaloa       | Emilio Ibarra Almada     | 6,000     |
| Sur                                | Mayos de Navojoa         | 1950      | Por definir | Navojoa, Sonora           | Manuel Ciclón Echeverría | 8,000     |
| Sur                                | Tomateros de Culiacán    | 1965      | Por definir | Culiacán, Sinaloa         | General Ángel Flores     | 10,000    |
| Sur                                | Venados de Mazatlán      | 1945      | Por definir | Mazatlán, Sinaloa         | Teodoro Mariscal         | 6,000     |

## Standings

### Primera Vuelta
| Zona Norte               | Zona Norte | Zona Norte | Zona Norte | Zona Norte | Zona Norte | Zona Norte | Zona Norte |
| Equipo                   | JJ         | JG         | JP         | JE         | PCT        | JV         | PTS        |
| ------------------------ | ---------- | ---------- | ---------- | ---------- | ---------- | ---------- | ---------- |
| Potros de Tijuana        | 27         | 21         | 6          | -          | .778       | -          | 5          |
| Naranjeros de Hermosillo | 29         | 14         | 13         | 2          | .519       | 7.0        | 4          |
| Ostioneros de Guaymas    | 28         | 13         | 13         | 2          | .500       | 7.5        | 3          |
| Águilas de Mexicali      | 29         | 14         | 15         | -          | .483       | 8.0        | 2          |
| Yaquis de Ciudad Obregón | 29         | 13         | 16         | -          | .448       | 9.0        | 1          |

| Zona Sur               | Zona Sur | Zona Sur | Zona Sur | Zona Sur | Zona Sur | Zona Sur | Zona Sur |
| Equipo                 | JJ       | JG       | JP       | JE       | PCT      | JV       | PTS      |
| ---------------------- | -------- | -------- | -------- | -------- | -------- | -------- | -------- |
| Tomateros de Culiacán  | 29       | 17       | 12       | -        | .586     | -        | 5        |
| Mayos de Navojoa       | 28       | 14       | 13       | 1        | .519     | 2.0      | 4        |
| Venados de Mazatlán    | 29       | 14       | 14       | 1        | .500     | 2.5      | 3        |
| Algodoneros de Guasave | 29       | 11       | 17       | 1        | .393     | 5.5      | 2        |
| Cañeros de Los Mochis  | 29       | 8        | 20       | 1        | .286     | 8.5      | 1        |

### Segunda vuelta
| Zona Norte               | Zona Norte | Zona Norte | Zona Norte | Zona Norte | Zona Norte | Zona Norte | Zona Norte |
| Equipo                   | JJ         | JG         | JP         | JE         | PCT        | JV         | PTS        |
| ------------------------ | ---------- | ---------- | ---------- | ---------- | ---------- | ---------- | ---------- |
| Águilas de Mexicali      | 32         | 23         | 8          | 1          | .742       | -          | 5          |
| Naranjeros de Hermosillo | 33         | 19         | 12         | 2          | .613       | 4.0        | 4          |
| Potros de Tijuana        | 30         | 17         | 13         | -          | .567       | 5.5        | 3          |
| Ostioneros de Guaymas    | 33         | 13         | 20         | -          | .394       | 11.0       | 2          |
| Yaquis de Ciudad Obregón | 33         | 13         | 20         | -          | .394       | 11.0       | 1          |

| Zona Sur               | Zona Sur | Zona Sur | Zona Sur | Zona Sur | Zona Sur | Zona Sur | Zona Sur |
| Equipo                 | JJ       | JG       | JP       | JE       | PCT      | JV       | PTS      |
| ---------------------- | -------- | -------- | -------- | -------- | -------- | -------- | -------- |
| Cañeros de Los Mochis  | 33       | 17       | 15       | 1        | .531     | -        | 5        |
| Venados de Mazatlán    | 30       | 15       | 14       | 1        | .517     | 0.5      | 4        |
| Mayos de Navojoa       | 33       | 17       | 16       | -        | .515     | 0.5      | 3        |
| Tomateros de Culiacán  | 30       | 14       | 15       | 1        | .483     | 1.5      | 2        |
| Algodoneros de Guasave | 33       | 9        | 24       | -        | .273     | 8.5      | 1        |

### General
| Zona Norte               | Zona Norte | Zona Norte | Zona Norte | Zona Norte | Zona Norte | Zona Norte | Zona Norte |
| Equipo                   | JJ         | JG         | JP         | JE         | PCT        | JV         | PTS        |
| ------------------------ | ---------- | ---------- | ---------- | ---------- | ---------- | ---------- | ---------- |
| Potros de Tijuana        | 57         | 38         | 19         | -          | .667       | -          | 8          |
| Naranjeros de Hermosillo | 62         | 33         | 25         | 4          | .569       | 5.5        | 8          |
| Águilas de Mexicali      | 61         | 37         | 23         | 1          | .617       | 2.5        | 7          |
| Ostioneros de Guaymas    | 61         | 26         | 33         | 2          | .441       | 13.0       | 5          |
| Yaquis de Ciudad Obregón | 62         | 26         | 36         | -          | .419       | 14.5       | 2          |

| Zona Sur               | Zona Sur | Zona Sur | Zona Sur | Zona Sur | Zona Sur | Zona Sur | Zona Sur |
| Equipo                 | JJ       | JG       | JP       | JE       | PCT      | JV       | PTS      |
| ---------------------- | -------- | -------- | -------- | -------- | -------- | -------- | -------- |
| Tomateros de Culiacán  | 59       | 31       | 27       | 1        | .534     | -        | 7        |
| Mayos de Navojoa       | 61       | 31       | 29       | 1        | .517     | 1.0      | 7        |
| Venados de Mazatlán    | 59       | 29       | 28       | 2        | .508     | 1.5      | 7        |
| Cañeros de Los Mochis  | 62       | 25       | 35       | 2        | .417     | 7.0      | 6        |
| Algodoneros de Guasave | 62       | 20       | 41       | 1        | .328     | 12.5     | 3        |

| Avanza a Play-offs |

## Playoffs
|  | Primer Play Off | Primer Play Off | Primer Play Off |            |         | Semifinales | Semifinales | Semifinales |  |         | Final   | Final | Final |  |
|  |                 |                 |                 |            |         |             |             |             |  |         |         |       |       |  |
|  |                 |                 |                 |            |         |             |             |             |  |         |         |       |       |  |
|  | Mexicali        | Mexicali        | 3               |            |         |             |             |             |  |         |         |       |       |  |
|  | Mexicali        | Mexicali        | 3               |            |         |             |             |             |  |         |         |       |       |  |
|  | Tijuana         | Tijuana         | 5               |            |         |             |             |             |  |         |         |       |       |  |
|  | Tijuana         | Tijuana         | 5               |            | Tijuana | Tijuana     | 5           |             |  |         |         |       |       |  |
|  |                 |                 |                 |            | Tijuana | Tijuana     | 5           |             |  |         |         |       |       |  |
|  |                 |                 | Hermosillo      | Hermosillo | 2       |             |             |             |  |         |         |       |       |  |
|  | Guaymas         | Guaymas         | Hermosillo      | Hermosillo | 2       | 3           |             |             |  |         |         |       |       |  |
|  | Guaymas         | Guaymas         |                 |            |         |             |             |             |  |         |         |       |       |  |
|  | Hermosillo      | Hermosillo      | 5               |            |         |             |             |             |  |         |         |       |       |  |
|  | Hermosillo      | Hermosillo      | 5               |            |         |             |             |             |  | Tijuana | Tijuana | 4     |       |  |
|  |                 |                 |                 |            |         |             |             |             |  | Tijuana | Tijuana | 4     |       |  |
|  |                 |                 | Navojoa         | Navojoa    | 0       |             |             |             |  |         |         |       |       |  |
|  | Mazatlán        | Mazatlán        | Navojoa         | Navojoa    | 0       | 5           |             |             |  |         |         |       |       |  |
|  | Mazatlán        | Mazatlán        |                 |            |         |             |             |             |  |         |         |       |       |  |
|  | Culiacán        | Culiacán        | 2               |            |         |             |             |             |  |         |         |       |       |  |
|  | Culiacán        | Culiacán        | 2               |            | Navojoa | Navojoa     | 5           |             |  |         |         |       |       |  |
|  |                 |                 |                 |            | Navojoa | Navojoa     | 5           |             |  |         |         |       |       |  |
|  |                 |                 | Mazatlán        | Mazatlán   | 4       |             |             |             |  |         |         |       |       |  |
|  | Los Mochis      | Los Mochis      | Mazatlán        | Mazatlán   | 4       | 3           |             |             |  |         |         |       |       |  |
|  | Los Mochis      | Los Mochis      |                 |            |         |             |             |             |  |         |         |       |       |  |
|  | Navojoa         | Navojoa         | 5               |            |         |             |             |             |  |         |         |       |       |  |
|  | Navojoa         | Navojoa         | 5               |            |         |             |             |             |  |         |         |       |       |  |
|  |                 |                 |                 |            |         |             |             |             |  |         |         |       |       |  |

### Primer Play-off
| Zona Norte               | Zona Norte | Zona Norte | Zona Norte | Zona Norte | Zona Norte |
| Equipo                   | JJ         | JG         | JP         | PCT        | JV         |
| ------------------------ | ---------- | ---------- | ---------- | ---------- | ---------- |
| Naranjeros de Hermosillo | 8          | 5          | 3          | .625       | -          |
| Potros de Tijuana        | 8          | 5          | 3          | .625       | -          |
| Águilas de Mexicali      | 8          | 3          | 5          | .375       | 2.0        |
| Ostioneros de Guaymas    | 8          | 3          | 5          | .375       | 2.0        |

| Zona Sur              | Zona Sur | Zona Sur | Zona Sur | Zona Sur | Zona Sur |
| Equipo                | JJ       | JG       | JP       | PCT      | JV       |
| --------------------- | -------- | -------- | -------- | -------- | -------- |
| Venados de Mazatlán   | 7        | 5        | 2        | .714     | -        |
| Mayos de Navojoa      | 8        | 5        | 3        | .625     | -        |
| Cañeros de Los Mochis | 8        | 3        | 5        | .375     | 2.0      |
| Tomateros de Culiacán | 7        | 2        | 5        | .286     | 3.0      |

| Avanza a semifinal |

### Semifinal
| Zona Norte               | Zona Norte | Zona Norte | Zona Norte | Zona Norte | Zona Norte |
| Equipo                   | JJ         | JG         | JP         | PCT        | JV         |
| ------------------------ | ---------- | ---------- | ---------- | ---------- | ---------- |
| Potros de Tijuana        | 7          | 5          | 2          | .714       | -          |
| Naranjeros de Hermosillo | 7          | 2          | 5          | .286       | 3.0        |

| Zona Sur            | Zona Sur | Zona Sur | Zona Sur | Zona Sur | Zona Sur |
| Equipo              | JJ       | JG       | JP       | PCT      | JV       |
| ------------------- | -------- | -------- | -------- | -------- | -------- |
| Mayos de Navojoa    | 9        | 5        | 4        | .556     | -        |
| Venados de Mazatlán | 9        | 4        | 5        | .444     | 1.0      |

| Avanza a la final |

## Final
| Equipos           | JJ | JG | JP | PCT   | JV  |
| ----------------- | -- | -- | -- | ----- | --- |
| Potros de Tijuana | 4  | 4  | 0  | 1.000 | -   |
| Mayos de Navojoa  | 4  | 0  | 4  | .000  | 4.0 |

| Campeón |

## Cuadro de honor
| Equipos                  | Posición   |
| ------------------------ | ---------- |
| Potros de Tijuana        | Campeón    |
| Mayos de Navojoa         | Subcampeón |
| Venados de Mazatlán      | 3° Lugar   |
| Naranjeros de Hermosillo | 4° Lugar   |
| Águilas de Mexicali      | 5° Lugar   |
| Cañeros de Los Mochis    | 6° Lugar   |
| Ostioneros de Guaymas    | 7° Lugar   |
| Tomateros de Culiacán    | 8° Lugar   |
| Yaquis de Ciudad Obregón | 9° Lugar   |
| Algodoneros de Guasave   | 10° Lugar  |

## Designaciones
A continuación se muestran a los jugadores más valiosos de la temporada.
| Designación         | Ganador              | Equipo                   |
| ------------------- | -------------------- | ------------------------ |
| Jugador Más Valioso | No se designó        | No se designó            |
| Pitcher del Año     | Tim Leary            | Potros de Tijuana        |
| Novato del año      | Sergio Hugo Viszarra | Naranjeros de Hermosillo |
| Mánager del Año     | No se designó        | No se designó            |
| Mánager Campeón     | Jorge Fitch          | Potros de Tijuana        |
| Campeón de Bateo    | Darrel Brown         | Cañeros de Los Mochis    |
| Campeón de Pitcheo  | Tim Leary            | Potros de Tijuana        |